# Soledad Macín Chico
Soledad Macín Chico är en ort i Mexiko.   Den ligger i kommunen San Juan Bautista Tuxtepec och delstaten Oaxaca, i den sydöstra delen av landet, 300 km öster om huvudstaden Mexico City. Soledad Macín Chico ligger 53 meter över havet och antalet invånare är 689.
Terrängen runt Soledad Macín Chico är platt åt nordost, men åt sydväst är den kuperad. Runt Soledad Macín Chico är det ganska tätbefolkat, med 160 invånare per kvadratkilometer. Närmaste större samhälle är Tuxtepec, 10,5 km öster om Soledad Macín Chico. Omgivningarna runt Soledad Macín Chico är en mosaik av jordbruksmark och naturlig växtlighet.